# TikTok
TikTok (w Chinach jako Douyin) – serwis internetowy, którego główna funkcja polega na możliwości publikowania krótkich materiałów wideo. Stworzona przez chińskie przedsiębiorstwo ByteDance 20 września 2016. Dostępny w kilkudziesięciu wersjach językowych.
Liczba użytkowników (w kwietniu 2020) wyniosła dwa miliardy, była to najczęściej pobierana aplikacja na świecie. 41% użytkowników TikToka jest w wieku od 16 do 24 lat. W Polsce (w 2020) 90% użytkowników aplikacji stanowiły osoby w wieku poniżej 18 lat. 66% posiadaczy kont było użytkownikami aktywnymi (publikującymi treści).
We wrześniu 2017 przedsiębiorstwo ByteDance, będące właścicielem TikToka, przejęło za cenę miliarda USD popularną w Europie i Stanach Zjednoczonych konkurencyjną aplikację musical.ly.
W sierpniu 2023 firma ogłosiła, że zaczyna działać również na rynku e-commerce – TikTok będzie posiadał własny sklep, w którym zaoferuje towary produkowane w Chinach. Będzie konkurował z takimi gigantami, jak Amazon czy Shein. W 2023 roku zapowiedziano również wprowadzenie możliwości oznaczania przez użytkowników danych treści jako wygenerowanych przez sztuczną inteligencję.
W debacie publicznej prowadzonej w niektórych krajach (m.in. Bangladeszu, Indonezji, Indiach, Pakistanie) wyrażane są opinie, wedle których aplikacja przyczynia się do rozpowszechnia treści mających charakter nieobyczajny. W odpowiedzi na te zastrzeżenia TikTok zapowiadał wprowadzenie zmian mających rozwiązać problem. Brytyjski dziennik The Guardian ujawnił, że moderatorzy platformy byli instruowani do cenzurowania filmów, w których wspominano krytyczne wobec autorytarnych władz Chin kwestie polityczne, takie jak: masakra na placu Tian’anmen, niepodległość Tybetu czy działalność grupy religijnej Falun Gong. Filmy te są albo usuwane, albo ogranicza się ich zasięg. Ujawniono obowiązujący zakaz krytyki systemów politycznych. W 2019 firma została ukarana w Stanach Zjednoczonych rekordową grzywną 5,7 miliona dolarów za nielegalne gromadzenie danych osobowych dzieci. Ograniczenie dostępu do TikToka zostało wprowadzone czasowo lub trwale w: Indonezji (lipiec 2018), Bangladeszu (listopad 2018), Indiach (kwiecień 2019, czerwiec 2020), Pakistanie (październik 2020, marzec 2021) oraz Stanach Zjednoczonych (styczeń 2025).
Badania pokazują, że TikTok gromadzi znaczną ilość danych użytkownika.